# 若澤·德·阿倫卡爾
若澤·馬蒂尼亞諾·德·阿倫卡爾（José Martiniano de Alencar，1829年5月1日—1877年12月12日）是巴西律師、政治家、演說家、小說家和劇作家。他被認為是19世紀最著名和最有影響力的巴西浪漫主義小說家之一，也是被稱為“印第安主義”的文學傳統的主要倡導者。有時他會在作品上署上筆名“Erasmo”。

## 生平

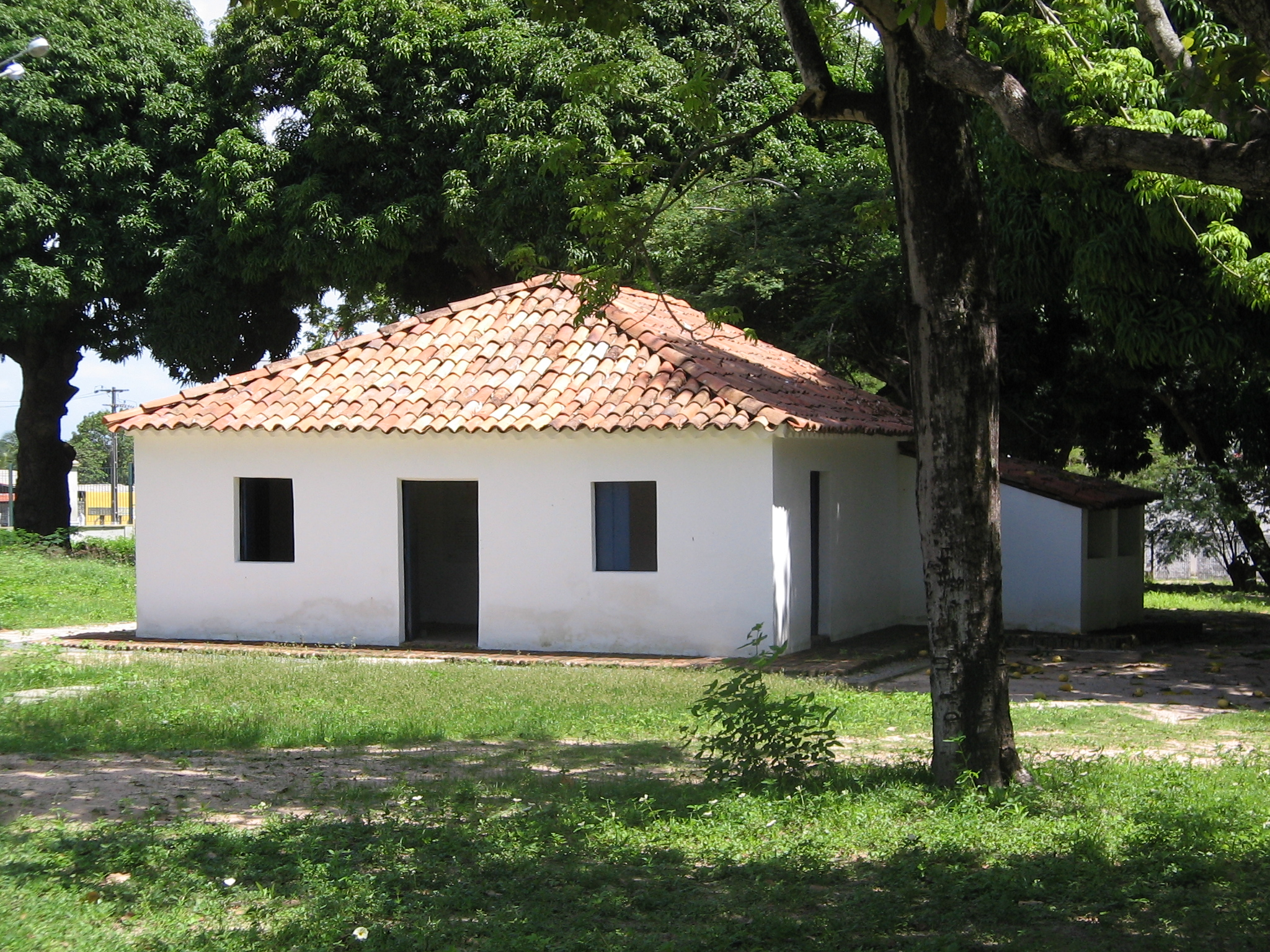
阿倫卡爾位於塞阿臘州梅塞雅納 (福塔雷薩)的故居

1829年出生於巴西東北部塞阿臘州的梅塞雅納（今屬 福塔雷薩）。1850年畢業於聖保羅法學院（今聖保羅大學前身）。在大學期間，他受到維克多·雨果、弗朗索瓦-勒内·德·夏多布里昂等法國浪漫主義文學的影響。
畢業後移居當時巴西帝國首都里約熱內盧，成為律師和記者後進入政界，他於1868年至 1870年擔任巴西司法部長，以反對廢除奴隸制而聞名。他也曾計劃成為參議員，但佩德羅二世以阿倫卡爾太年輕為藉口從未任命他。
阿倫卡爾於1877年因肺結核死於里約熱內盧。現今福塔雷薩的若澤·德·阿倫卡爾劇院以他的名字命名。